# Malvinas Argentinas (Almirante Brown)
Malvinas Argentinas es una localidad ubicada en el partido de Almirante Brown, provincia de Buenos Aires, Argentina. 

## Población y ubicación geográfica
Malvinas Argentinas contaba con 22 132 habitantes según censo nacional 2010, siendo una de las de mayor tasa de crecimiento de población del Municipio de Alte. Brown. Limita Con la localidad de Llavallol al norte  y Burzaco al sur, Adrogué al Este y Luis Guillón y Monte Grande al oeste.

## Historia
En 1976, la Municipalidad de Almirante Brown, por Decreto N.º 74, denomina al Barrio como «Malvinas Argentinas» ex Loma Verde.
De acuerdo a los primeros vecinos afincados, se lo llamó a este paraje como Loma verde, por ser una zona alta y rodeada de mucha vegetación, en especial hileras de Eucaliptus en la actual calle de Capitán Moyano ex calle Seguí.
Los años produjeron un gran incremento de la población que motivó darle la categoría de localidad (falta su aprobación por el Concejo Deliberante) e instalar una Delegación Municipal el 1ro de diciembre de 1989, compartiendo con Solano el rango de localidades más jóvenes del Distrito. El 11 de noviembre de 1995, se inaugura el «Monumento al Soldado de Malvinas», en la «Plaza Puerto Argentino», realizado por los escultores Rubén García Mele, Osvaldo Scaminacci, Jacinto Elorza y Oscar R. Rivera; en los talleres del Museo Sempere de Burzaco.
El nuevo pueblo que se funda y crece sobre las antiguas chacras dedicados a la producción agrícola y tambos, comienza a desarrollarse a partir de los años cincuenta a partir del trabajo y del esfuerzo de las primeras familias que se instalaron en un lugar donde las necesidades abundaban.
De acuerdo al Plano de 1890 del Departamento de Investigaciones Históricas y Cartográficas, de la Provincia de Buenos Aires, las primeras familias afincadas en la zona fueron los Lansaco, Walace, E. Ávila, L. Ortega, Emilia Ortega, C. Ortega de Ávila, todas estas primeras familias dedicadas a las tareas agrícola ganaderas. El fuerte impulso poblacional se da a mediados del siglo XX cuando la fuerte inmigración interna y el proceso de Industrialización que vive nuestro país determina la llegada de nuevos pobladores en esta naciente localidad.
Según el Segundo Plano Catastral de todo el Partido de Almirante Brown confeccionado por el agrimensor David de la Llave en el año de 1948, el sector del Partido ubicado entre el camino de la colorada (hoy capitán Fragata Moyano) en el sentido norte sur, y la hoy calle Arenales, entre el arroyo del Rey y la divisoria con el Partido de Esteban Echeverría en el sentido Este, Oeste el sector no estaba amanzanado y los propietarios de las fracciones eran: Cirilo Echeverría, J. Raggio, R. Guadagni, A. Delio, N. Polastro, L.T.A. Castiglione, D. Fernández , Siro Negri, Arturo L. Arzeno e hijos etc. El primer rematador de estas tierras fue el Sr. Carmelo Passanante, alrededor del año 1953, comienza con el remate concreto de tierras , siendo las primeras familias que se fueron estableciendo : Julio Pardiñas, los Hnos. Bruch, Don Mercado, Hipólito Castro, el Sr. Mayer, los Tijeras, Di Gangi, Francisco Museolo, Sr. Palacios, Elizalde Eduardo, Zubeldia Raimundo, Lencina, Llekis José, Locatelli Antonio, Petracaro José.
Los primeros Barrios que comenzaron a urbanizarse fueron: Loma Verde, Barrio Lindo, Barrio el Encuentro. Estas Primeras Familias establecidas fueron dedicándose al establecimiento de los primeros comercios de la zona: apertura de almacenes, carnicerías, zapaterías y la calle seleccionada para estos primeros comercios fue la actual calle Guatambú que a fines de la década del 50´, va a tener el despegue definitivo con la llegada de la colectividad Italiana que también se dedicarían al comercio. Además de la actividad comercial el incipiente proceso de industrialización que se desarrolló durante los Gobiernos del Gral. Perón, determinó que muchas de estas primeras familias encontraran trabajo en la cervecería Bieckert de Llavallol, en la Siam de Avellaneda y Monte Chingolo, en la cerámica del Plata, en la Firestone de Llavallol, la Gurmendi de Avellaneda, además de seguir existiendo las actividades agrícolas y los hornos de ladrillos zonales. Si bien la localidad de Malvinas argentinas carece de líneas férreas que la atraviesen, la aparición del Camino de Cintura (ruta 4) y la ex calle Seguí, hoy Capitán Moyano que la une a la ciudad cabecera Adrogué y al municipio de Esteban Echeverría, fueron los dos ejes comunicacionales más importantes para Malvinas Argentinas que le permitió su vinculación con otros municipios vecinos y también la llegada de nuevas familias que se fueron estableciendo lentamente en la zona.
El primer colectivo que circuló en Malvinas fue el N.º 4, el expreso Turdera que venía desde Lomas de Zamora. El Barrio de Loma verde fue uno de los primeros en irse consolidando como tal, luego le siguieron los siguientes barrios: Barrio Lindo, Barrio el Encuentro, Barrio el Canario, Barrio la Antena, Barrio Ona y los Barrios Pilarica y San Miguel.
Barrio Lindo: Cuenta la historia que allá por mediado de los años 50, Don Torra, era el encargado de vender los primeros lotes en lo que sería: Barrio Lindo, uno de los barrios más importantes de Malvinas Argentinas, partido de Almirante Brown.
El nombre no es casualidad, las primeras casitas que se forjaron en la zona de Madariaga entre Tarija (actual Combatientes de Malvinas) y Seguí (actual Capitán Moyano) estaban atravesadas por una variedad de árboles que hacían del lugar, un paisaje natural y agradable. Aromos, Ciruelos, 
La sociedad de fomento Barrio Lindo se fundó en octubre de 1959, fue el eje central en donde los socios y socias fundadores del barrio fueron desarrollando las primeras actividades para el crecimiento. Podríamos decir que Don Moraña y Don Morelos fueron los socios fundadores pero seriamos injustos con sus familias, que siempre son los que acompañan. Aparece también, la familia de Don Sosa, el cartero que tenía la tafeta postal pegada al club.